# Cornutiplusia daubii
Cornutiplusia daubii là một loài bướm đêm trong họ Noctuidae.